# Toomas Täht
Toomas Täht (* 1977 in Tallinn, Estnische SSR) ist ein estnischer Schauspieler im deutschsprachigen Raum.

## Leben
Täht studierte zunächst an den Universitäten in Tallinn und München Bauingenieurwesen und Politikwissenschaft, anschließend von 2002 bis 2006 Schauspiel am Mozarteum in Salzburg, das er mit dem Diplom beendete.
Von 2007 bis 2011 war Täht festes Mitglied des Theaters Augsburg, u. a. in Kasimir und Karoline, als „Gustav“ in Emil und die Detektive, als „Junger Mann“ in Brechts Die Kleinbürgerhochzeit, als „Lucky“ in Warten auf Godot, als „Piccado“ in der Operette Im weißen Rössl, in Die Schneekönigin, als „Theoklymneos“ in Helena und in Die Comedian Harmonists.
Danach arbeitete er gastierend weiterhin in Augsburg, zudem in Berlin, am Landestheater Tübingen und an estnischen Theatern (Theater  Vanemuine in Tartu, Emajõe Suveteater in Otepää).
Von 2014 bis 2015 war er festes Mitglied des Staatstheaters Wiesbaden. Danach zog er zurück nach Tallinn. 

## Theatrografie (Auswahl)
- 2013/14: Das Bildnis des Dorian Gray
- Einsame Menschen (als Herr Braun)
- Herr Puntila und sein Knecht Matti (als Matti)
- King Arthur (als Sachsenkönig Oswald)
- Der Kirschgarten (als Lopachin)
- Mann ist Mann (als Jeraiah Jip)

## Filmografie
- 2007: Die toten Körper der Lebenden
- 2012: Kelgukoerad (TV-Serie)